# Anglická gramatika
Angličtina patří do skupiny západogermánských jazyků. Vyvinula se z anglosaského dialektu, který byl od roku 1066 po vítězství Viléma Dobyvatele v bitvě u Hastingsu ovlivněn francouzštinou. Toto vedlo ke značnému zjednodušení gramatiky. Z flektivního jazyka se stal převážně analytický jazyk s pouhými zbytky flexe.
Angličtina je převážně analytický jazyk, proto má velmi ustálený slovosled. Na rozdíl od češtiny používá daleko více funkčních slov (determinanty, předložky, spojky, zájmena).
Díky latinskému a francouzskému vlivu má angličtina velmi bohatou slovní zásobu a vyskytuje se řada synonym. Většinou platí pravidlo, že v hovoru se používají slova germánského původu, ve formálním hovoru či ve psané podobě slova francouzského a latinského původu.
Například: ask (germ.) → demand (fr.) → interrogate (lat.).

## Slovní druhy
- Podstatná jména – nouns
- Determinátory – determiners
- Přídavná jména – adjectives
- Číslovky – numerals
- Zájmena – pronouns
- Slovesa – verbs
- Příslovce – adverbs
- Předložky – prepositions
- Spojky – conjunctions
- Citoslovce – interjections

## Podstatná jména
Užívají se ve spojení se členem určitým nebo neurčitým (člen může být nahrazen přivlastňovacím zájmenem). Případy absence členu jsou stanoveny pravidly.
Přestože angličtina nepoužívá gramatické pády, využívá tzv. saský genitiv k vyjádření příslušnosti.
Množné číslo podstatných jmen se tvoří příponou -s nebo -es, existují však výjimky. Podstatná jména nemají vždy tvar, podle něhož je možno je identifikovat; proto záleží na postavení daného slova ve větě.

## Tvary sloves v angličtině
Většina anglických sloves má 4 nebo 5 tvarů:
- Základní tvar (go, write, work) – používá se jako tvar přítomného času kromě 3. osoby jednotného čísla, jako konjunktiv přítomný (It is vital that he arrive on time.), jako rozkazovací způsob pro 2. osobu, a s částicí to jako infinitiv činný přítomný
- Tvar s koncovkou -s (goes, writes, works) – používá se jako tvar přítomného času ve 3. osobě jednotného čísla
- Tvar minulého času s koncovkou -ed (went, wrote, worked) – používá se jako tvar minulého času ve všech osobách
- Minulé příčestí (gone, written, worked), kromě některých nepravidelných sloves shodné s tvarem minulého času – používá se pro vytváření trpného rodu a pro tvary perfekta
- Tvar s koncovkou -ing (going, writing, working), též přítomné příčestí – používá se pro vytváření průběhových tvarů, jako přechodník přítomný, gerundium, podstatné jméno slovesné a přídavné jméno slovesné

Více tvarů má pouze sloveso být (be):
| anglicky          | česky                                                          | výsledný tvar                                           |
| ----------------- | -------------------------------------------------------------- | ------------------------------------------------------- |
| to be             | být                                                            | infinitiv                                               |
| be                | buď                                                            | rozkazovací způsob                                      |
| I am              | (já) jsem                                                      | oznamovací způsob, 1. os. jednotného čís., čas přítomný |
| You are           | (ty) jsi, (vy) jste                                            | 2. osoba obou čísel, čas přítomný                       |
| He/She/It is      | (on/ona/ono) je                                                | 3. osoba jednotného čísla, čas přítomný                 |
| We/They are       | (my) jsme, (oni) jsou                                          | 1. a 3. osoba množného čísla, čas přítomný              |
| I/He/She/It was   | byl jsem, byl, byla, bylo                                      | 1. a 3. osoba jednotného čísla, čas minulý              |
| You/We/They were  | byl jsi (byli jste), byli jsme, oni byli / ony byly / ona byla | čas minulý, ostatní osoby a čísla                       |
| If I were there   | Kdybych tam byl                                                | konjunktiv minulý                                       |
| He has been there | Byl tam                                                        | minulé příčestí                                         |
| I was being silly | Byl jsem hloupý                                                | tvar na -ing použitý pro minulý průběhový čas           |

Naopak způsobová slovesa mají typicky jen jeden tvar (muset – must), sloveso can (moci) má tvar minulého času a podmiňovacího způsobu could (mohl, mohl by).

### Slovesné časy
Angličtina má 6 slovesných časů.
a dvě časové vazby (going to – označující chystanou budoucnost, used to – označující vzdálenou minulost). Každý z časů má 2 formy: průběhovou a prostou. Názvy slovesných časů se mohou lišit, ale vždy lze identifikovat 1. čas přítomný, 2. čas minulý, 3. čas předpřítomný, 4. čas předminulý, 5. čas budoucí a 6. čas předbudoucí.
K vyjadřování přítomných dějů se využívá čas přítomný a čas předpřítomný, k vyjadřování minulosti časy předpřítomný, minulý a předminulý, k vyjadřování budoucnosti časy budoucí, předbudoucí a také průběhové formy času přítomného.
Příklady:
Přítomnost
He lives in Paris. It is raining. (Přítomný čas prostý a průběhový)
I have had the bike for two years. We have been waiting here for two hours. (Předpřítomný čas prostý a průběhový).
Minulost:
She has translated the whole manual for us. Mr. Black moved two weeks ago. They were travelling when the message arrived. I had seen him before he left. (Predpřítomný čas prostý, minulý čas prostý a průběhový, předminulý čas).
Budoucnost:
It will be interesting. She will be reading in the afternoon. We are playing in Hungary next Sunday. Tom is going to study history. I will have finished the repair by the end of May. (Budoucí čas prostý a průběhový, přítomný čas průběhový, model „be going to“ – gramaticky rovněž přítomný čas průběhový, čas předbudoucí).
I will pick you up. I am going to drink an alcohol.

#### Budoucí tvary
The Future Forms
V angličtině je několik tvarů, které se mohou vztahovat k budoucnosti –will, going to a přítomný čas průběhový. Rozdíl mezi nimi není v blízkosti nebo vzdálenosti budoucnosti, ani v jistotě; mluvčí volí budoucí tvar v závislosti na době, kdy bylo učiněno rozhodnutí a jak se mluvčí na budoucí událost dívá.
1. Předvídání (will, going to)
- Will se nejčastěji používá jako pomocné sloveso ukazující na budoucí čas, vyjadřuje budoucí fakt nebo předvídání (We will be away for two weeks.) Will použité pro předvídání může být založeno více na názoru než na faktu. (I think Laura will do very well in her exams. She works hard.)

- Going to se také může použít u předvídání, zvláště, když je založeno na přítomném faktu, je zde nějaký důkaz, že se něco určitě stane. (She is going to have a baby. (Bude mít dítě. – Je vidět, že je těhotná.)

Někdy není mezi will a going to žádný rozdíl.
2. Rozhodnutí a záměr (will, going to)
- Will se také používá jako modální pomocné sloveso k vyjádření rozhodnutí, záměru nebo nabídky vytvořené v okamžiku mluvení (I’ll have the steak please.)
- Going to se používá k vyjádření budoucího plánu, záměru nebo rozhodnutí vytvořeného před okamžikem mluvení (When I grow up, I’m going to be a doctor.)

3. Dohody (přítomný čas průběhový)
Přítomný čas průběhový se může použít k vyjádření budoucí dohody mezi lidmi, to se obvykle vztahuje k blízké budoucnosti. (We’re going out with Jeremy tonight.) Někdy není rozdíl mezi odsouhlasenou dohodou (přítomný čas průběhový) a záměrem (going to) (We’re going to get / we’re getting married in the spring.)

### Trpný rod
Trpný rod (passive voice) se skládá z příslušného tvaru slovesa to be a příčestí trpného (past participle) významového slovesa: The story was written by my friend. We are being sent lots of unwanted messages – Je nám zasíláno mnoho nežádoucích sdělení.

#### Průběhové tvary sloves
Pro vyjadřování dějů, které mají určitou délku trvání, existují průběhové formy slovesných časů (continunous, progressive tenses). Jsou složeny z pomocného slovesa to be v příslušném čase a příčestí přítomného významového slovesa:
- We were walking across the field when we were attacked by a bull.
- I’ve been learning English for years.
- What are you doing on your hands and knees?
- Don’t phone at 8.00. We’ll be eating.

Průběhový tvar klade důraz na délku činnosti:
- Jsme-li si vědomi doby mezi začátkem a ukončením činnosti, která však není trvalá. (I’m staying with friends until I find a flat.)
- Protože činnost probíhá určitou dobu, může být přerušena. (Am I disturbing you? No. I’m just doing the ironing.)
- Činnost nemusí být ukončena. (Who’s been drinking my beer? – Nějaké zbylo.)
- Činnosti označované určitými slovesy trvají delší dobu, např. live, work, play; použití průběhového tvaru poukazuje, že činnost byla dočasná, omezená. (Hans is living in London while he’s learning English.)

### Způsobová (modální) slovesa
Modální slovesa mají v angličtině oproti ostatním slovesům specifická pevná pravidla užití. Nemají tvary infinitivu a nahrazují se v takových případech opisnými tvary: can – be able to, must – have to, may – be allowed to. Jsou dále následována holým infinitivem bez částice to (I can go namísto: I can to go). Mezi modální slovesa patří z hlediska způsobu použití i could, might, shall, should, will a would.

### Přechodníky
přechodník přítomný
- asking – tázaje se [Sitting in the hall, he stared at the telephone. – Když seděl v hale, díval se upřeně na telefon.];

přechodník minulý
- having asked – tázav se [Having finished his work, he went home. – Když skončil svou práci, šel domů.];
- having been asked – [Having been asked for help, he promised to come at once. – Když byl požádán o pomoc, slíbil, že hned přijde.].